# Жуховицкий, Леонид Аронович
Леони́д Аро́нович Жухови́цкий (5 мая 1932, Киев, СССР — 17 февраля 2023) — русский писатель, публицист и драматург. Заслуженный работник культуры Российской Федерации (1996).

## Биография
Родился 5 мая 1932 года в Киеве в семье инженеров Арона Фаддеевича Жуховицкого (1901—1994) и Фаины Осиповны Муравкиной (1908—1993). В начале войны с родителями эвакуировался из Москвы в Томск.
В Москве окончил среднюю школу и Литературный институт.
Дружил с Феликсом Львом, Фазилем Искандером, Евгением Евтушенко и Владимиром Войновичем.
Скончался Л. А. Жуховицкий 17 февраля 2023 года. Прах захоронен на Донском кладбище.

## Творчество
Начало активной творческой деятельности совпало с хрущёвской оттепелью. В прозе самым известным является роман «Остановиться, оглянуться…», написанный в 1960-е годы. В целом своей лучшей работой сам Жуховицкий считал пьесу «Последняя женщина сеньора Хуана».
Член Союза писателей СССР (с 1963 года).
Секретарь Союза писателей Москвы, автор более 40 книг и 15 пьес. Главной темой его произведений всегда оставалась любовь. Самым успешным произведением сам автор считал книгу «О любви», которая в Швеции вышла тиражом в 185 тысяч экземпляров. Переводился на 40 с лишним иностранных языков, пьесы более 350 раз ставились в театрах России и Европы. Лауреат нескольких российских и международных литературных премий.
Профессор Московского международного университета и Шведской писательской школы. В университете на кафедре журналистики преподавал курс «Писатель за 10 часов».

## Взгляды
На протяжении всей жизни отличался демократическими взглядами, не скрывал критического отношения к советской власти, а её агитпроп в предисловии к книге «Странности любви» назвал «сусловской камарильей, давившей и сжиравшей собственный народ». В цикле художественно-публицистических очерков «Банан за чуткость» (М., 1977) подверг острой критике молодёжную политику КПСС и ВЛКСМ, игнорировавшую многие проблемы подрастающего поколения, в том числе социальные и сексуальные, указав на конкретные недостатки и просчёты советского школьного воспитания.
В 1965 году подписал коллективное письмо писателей в защиту Даниэля и Синявского.
В апреле 2000 года подписал письмо в поддержку политики недавно избранного президента России Владимира Путина в Чечне.
В 2007—2008 годах член Высшего Совета политической партии «Гражданская сила».
В марте 2014 года вместе с рядом других деятелей науки и культуры выразил своё несогласие с политикой российской власти в Крыму и на востоке Украины.

## Личная жизнь
Был женат пять раз. От первой жены Натальи, уже скончавшейся — дочь Ирина, а также внуки Михаил и Арина.
Одной из его жён была журналистка Ольга Бакушинская.
Последняя жена Екатерина была младше Жуховицкого на 46 лет (род. 1978), в этом браке, начавшемся в 1994 году, в 1997 году родилась дочь Алёна.

## Оценки
«Жуховицкий очень метко, точно, как бы даже весело, играючи улавливает и воспроизводит ту специфическую атмосферу, в которой живёт его герой… Наблюдательность, хороший слух, тяга к детализации позволяют Жуховицкому населить этот мир интересными персонажами, весьма точно схваченными фигурами, которые отражают многие существенные моменты как профессии, так и времени…Жуховицкого иногда подводит легкопись, которая побудила его проскакать по-кавалерийски по верхушкам проблем и характеров, не заглянув в их глубину», оценивал художественную прозу писателя литературовед Борис Панкин.

## Работы

### Сочинения
- Дом в степи: Рассказы. — М., 1959.
- Адрес на обложке. — М., 1961.
- Я сын твой, Москва: Повесть. — М., 1963.
- Иду за журавлём: Рассказы и повесть. — М., 1966.
- Остановиться, оглянуться...: Роман. — М., 1969.
- Легенда о Ричарде Тишкове: Рассказы и повесть. — М., 1972.
- Может, редко встречаемся? — М., 1974.
- Костёр по четвергам. — М., 1976.
- Банан за чуткость: Очерки. — М., 1977.
- Я ищу друга: Очерки. — М., 1979.
- Ключ от города. — М., 1980.
- Любовь на третьей полосе. — М., 1981.
- Только две недели: Повести. — М., 1982.
- Шесть песен с дороги. — М., 1982.
- Витязь на распутье. — М., 1983.
- Счастливыми не рождаются. — М., 1983.
- Докажите ценность любви! — М., 1987.
- Помоги своей судьбе. — М., 1987.
- Попытка пророчества. — М., 1987.
- Молодые русские: частная жизнь. — М., 1988.
- О любви: Рассказы; Диалог в письмах. — М., 1989.
- Открытое письмо читателю. — М., 1989.
- Все, в чём вы нуждаетесь… — М., 1990.
- Семья и общество. — М., 1990.
- Что же делать с этой молодёжью... — М., 1990.
- Девочка на две недели: Повесть о любви. — М., 1991.
- Между пьяццо и палаццо. — М., 1991.
- Как стать писателем за 10 часов: Руководство для всех, кто хочет прославиться. — М., 2005.
- Ночной волк: Повести. — М., 2009.
- Ни дня без мысли. — М., 2009.
- Умирать не профессионально. — М., 2013.

Печатал прозу, эссе и статьи в журналах:
- «Новый мир» (1986, № 8),
- «Литературное обозрение» (1991, № 10; 1992, № 2),
- «Аврора» (1993, № 1),
- «Кольцо „А“» (№ 2, 1995),
- «Мы» (напр., 1995, № 6),
- «Огонёк» (1995, № 34).

### Пьесы
- «Возраст расплаты» (1968)
- «Выпьем за Колумба!» (1971)
- «Орфей (Легенда о Ричарде Тишкове)» (1974)
- «Жужа из Будапешта» (1976)
- «Ночлег в чужой квартире» (1976)
- «Одни, без ангелов» (1976)
- «Система тревоги» (1976)
- «Волк на дереве» (1977, в соавт. с С. Козловым)
- «Песенка о любви и печали» (1980)
- «Серебряная труба (Трубач на площади)» (1980)
- «Всего две недели» (1981)
- «Я тоже хожу по канату» (1984)
- «Последняя женщина сеньора Хуана» (1985)
- «Принцесса и трубочист» (1986)
- «Верёвка и нитка»
- «Могила неизвестного поэта»
- «Ребёнок к ноябрю»

### В кинематографе
- По сценарию Жуховицкого поставлен фильм режиссёра Киры Муратовой «Короткие встречи». Главные роли в фильме исполнили Владимир Высоцкий, Кира Муратова, Нина Русланова (её первая роль в кино), Светлана Немоляева. Работа в этой картине Нины Руслановой отмечена в 1987 году премией Ника в категории «Лучшая женская роль».
- Автор сценария к фильму «Хочу понять» («Азербайджанфильм», 1980).
- «Крик павлина» — фильм 1982 года по мотивам рассказа Леонида Жуховицкого «Летайте самолётами».
- «Ребёнок к ноябрю» — фильм 1992 года по одноимённой повести Леонида Жуховицкого.